# Saint-Étienne-en-Dévoluy
Saint-Étienne-en-Dévoluy is een plaats en een voormalige gemeente in het Franse departement Hautes-Alpes (regio Provence-Alpes-Côte d'Azur) en telt 536 inwoners (2004). De plaats maakt deel uit van het arrondissement Gap.

## Geschiedenis
Tot 1 januari 2013 was Saint-Étienne-en-Dévoluy een zelfstandige gemeente. Op die datum werd het met Agnières-en-Dévoluy, La Cluse en Saint-Disdier samengevoegd tot de commune nouvelle Dévoluy. De voormalige gemeenten kregen de status van commune déléguée maar na de verkiezingen van maart 2014 werd besloten deze status op te heffen.

## Geografie
De oppervlakte van Saint-Étienne-en-Dévoluy bedraagt 67,3 km², de bevolkingsdichtheid is 8,0 inwoners per km².
De onderstaande kaart toont de ligging van Saint-Étienne-en-Dévoluy met de belangrijkste infrastructuur en aangrenzende gemeenten.

## Demografie
Onderstaande figuur toont het verloop van het inwonertal.
Vanwege een beveiligingsprobleem met de MediaWiki Graph-software is het momenteel niet mogelijk deze grafiek weer te geven. Zodra de software is bijgewerkt zal de grafiek vanzelf weer zichtbaar worden.
Agnières-en-Dévoluy · La Cluse · Saint-Disdier · Saint-Étienne-en-Dévoluy